# نورمان مور
نورمان مور (بالإنجليزية: Norman Moore)‏ (15 أكتوبر 1919 في المملكة المتحدة - 14 مارس 2007 في المملكة المتحدة) هو لاعب كرة قدم بريطاني (وحمل سابقاً جنسية المملكة المتحدة لبريطانيا العظمى وأيرلندا) في مركز الهجوم. لعب مع بلاكبيرن روفرز وغريمسبي تاون ونادي بوري وهال سيتي وغولتاون ‏.